# 74. ceremonia wręczenia Złotych Globów
74. ceremonia wręczenia Złotych Globów za rok 2016, nagród przyznawanych przez Hollywoodzkie Stowarzyszenie Prasy Zagranicznej (HFPA) odbyła się 8 stycznia 2017 roku w Beverly Hilton Hotel w Hollywood. Ceremonię na terenie USA transmitowała stacja NBC.
Galę wręczenia nagród poprowadził po raz pierwszy komik Jimmy Fallon.
Nominacje do nagród ogłoszono 12 grudnia 2016 roku; prezentacji nominacji dokonał Don Cheadle wraz z aktorkami Laurą Dern i Anną Kendrick.
Miss Złotych Globów zostały wybrane Sophia, Sistine i Scarlet Stallone, córki aktora Sylvestra Stallone’a.
Nagroda im. Cecila B. DeMille’a została przyznana aktorce Meryl Streep. W trakcie odbierania nagrody, aktorka wygłosiła przemówienie, w którym bez wypowiadania nazwiska skrytykowała nowego prezydenta USA Donalda Trumpa. Prezydent Trump odpowiedział na krytykę na Twitterze, nazywając aktorkę „przereklamowaną”. Streep jest najbardziej utytułowaną aktorką w Hollywood; podczas trwania kariery otrzymała 20. nominacji do Oscara i 30. nominacji do Złotych Globów.

## Laureaci i nominowani
Laureaci nagród wyróżnieni są wytłuszczeniem

### Produkcje kinowe

#### Najlepszy film dramatyczny
- Moonlight
  - Przełęcz ocalonych
  - Aż do piekła
  - Lion. Droga do domu
  - Manchester by the Sea

#### Najlepszy film komediowy lub musical
- La La Land
  - 20th Century Women
  - Deadpool
  - Boska Florence
  - Młodzi przebojowi

#### Najlepsza aktorka w filmie dramatycznym
- Isabelle Huppert − Elle
  - Amy Adams − Nowy początek
  - Jessica Chastain − Sama przeciw wszystkim
  - Ruth Negga − Loving
  - Natalie Portman − Jackie

#### Najlepsza aktorka w filmie komediowym lub musicalu
- Emma Stone − La La Land
  - Annette Bening − 20th Century Women
  - Lily Collins − Zasady nie obowiązują
  - Hailee Steinfeld − Gorzka siedemnastka
  - Meryl Streep − Boska Florence

#### Najlepszy aktor w filmie dramatycznym
- Casey Affleck − Manchester by the Sea
  - Joel Edgerton − Loving
  - Andrew Garfield − Przełęcz ocalonych
  - Viggo Mortensen − Captain Fantastic
  - Denzel Washington − Płoty

#### Najlepszy aktor w filmie komediowym lub musicalu
- Ryan Gosling − La La Land
  - Colin Farrell − Lobster
  - Hugh Grant − Boska Florence
  - Jonah Hill − Rekiny wojny
  - Ryan Reynolds − Deadpool

#### Najlepsza aktorka drugoplanowa
- Viola Davis − Płoty
  - Naomie Harris − Moonlight
  - Nicole Kidman − Lion. Droga do domu
  - Octavia Spencer − Ukryte działania
  - Michelle Williams − Manchester by the Sea

#### Najlepszy aktor drugoplanowy
- Aaron Taylor-Johnson − Zwierzęta nocy
  - Mahershala Ali − Moonlight
  - Jeff Bridges − Aż do piekła
  - Simon Helberg − Boska Florence
  - Dev Patel − Lion. Droga do domu

#### Najlepszy reżyser
- Damien Chazelle − La La Land
  - Tom Ford − Zwierzęta nocy
  - Mel Gibson − Przełęcz ocalonych
  - Barry Jenkins − Moonlight
  - Kenneth Lonergan − Manchester by the Sea

#### Najlepszy scenariusz
- Damien Chazelle − La La Land
  - Tom Ford − Zwierzęta nocy
  - Taylor Sheridan − Aż do piekła
  - Barry Jenkins − Moonlight
  - Kenneth Lonergan − Manchester by the Sea

#### Najlepszy film nieanglojęzyczny
- Elle
  -  W pogoni za marzeniami
  -  Neruda
  -  Klient
  -  Toni Erdmann

#### Najlepsza muzyka
- Justin Hurwitz − La La Land
  - Nicholas Britell − Moonlight
  - Jóhann Jóhannsson − Nowy początek
  - Dustin O’Halloran i Hauschka − Lion. Droga do domu
  - Hans Zimmer, Pharrell Williams i Benjamin Wallfisch − Ukryte działania

#### Najlepsza piosenka
- City of Stars z filmu La La Land (muzyka i tekst: Justin Hurwitz, Pasek and Paul)
  - Can’t Stop the Feeling! z filmu Trolle (muzyka i tekst: Max Martin, Shellback i Justin Timberlake)
  - Faith z filmu Sing (muzyka i tekst: Ryan Tedder, Stevie Wonder i Francis Farewell Starlite)
  - Gold z filmu Gold (muzyka i tekst: Stephen Gaghan, Danger Mouse, Daniel Pemberton i Iggy Pop)
  - How Far I’ll Go z filmu Vaiana: Skarb oceanu (muzyka i tekst: Lin-Manuel Miranda)

#### Najlepszy film animowany
- Zwierzogród
  - Kubo i dwie struny
  - Vaiana: Skarb oceanu
  - Nazywam się Cukinia
  - Sing

### Produkcje telewizyjne

#### Najlepszy serial dramatyczny
- The Crown, Netflix
  - Gra o tron, HBO
  - Stranger Things, Netflix
  - Tacy jesteśmy, NBC
  - Westworld, HBO

#### Najlepszy serial komediowy
- Atlanta, FX
  - Czarno to widzę, ABC
  - Mozart in the Jungle, Amazon
  - Transrodzic, Amazon
  - Figurantka, HBO

#### Najlepszy miniserial lub film telewizyjny
- American Crime Story: Sprawa O.J. Simpsona, FX
  - American Crime, ABC
  - Garderobiany, BBC Two
  - Nocny recepcjonista, BBC One/AMC
  - Długa noc, HBO

#### Najlepsza aktorka w serialu dramatycznym
- Claire Foy − The Crown
  - Caitriona Balfe − Outlander
  - Keri Russell − Zawód: Amerykanin
  - Winona Ryder − Stranger Things
  - Evan Rachel Wood − Westworld

#### Najlepszy aktor w serialu dramatycznym
- Billy Bob Thornton − Goliath
  - Rami Malek − Mr. Robot
  - Bob Odenkirk − Zadzwoń do Saula
  - Matthew Rhys − Zawód: Amerykanin
  - Liev Schreiber − Ray Donovan

#### Najlepsza aktorka w serialu komediowym
- Tracee Ellis Ross − Czarno to widzę
  - Rachel Bloom − Crazy Ex-Girlfriend
  - Julia Louis-Dreyfus − Figurantka
  - Sarah Jessica Parker − Rozwód
  - Issa Rae − Niepewne
  - Gina Rodriguez − Jane the Virgin

#### Najlepszy aktor w serialu komediowym
- Donald Glover − Atlanta
  - Anthony Anderson − Czarno to widzę
  - Gael García Bernal − Mozart in the Jungle
  - Nick Nolte − Graves
  - Jeffrey Tambor − Transrodzic

#### Najlepsza aktorka w miniserialu lub filmie telewizyjnym
- Sarah Paulson − American Crime Story: Sprawa O.J. Simpsona
  - Felicity Huffman − American Crime
  - Riley Keough − Dziewczyna z doświadczeniem
  - Charlotte Rampling − London Spy
  - Kerry Washington − Nominacja

#### Najlepszy aktor w miniserialu lub filmie telewizyjnym
- Tom Hiddleston − Nocny recepcjonista
  - Riz Ahmed − Długa noc
  - Bryan Cranston − Do końca
  - John Turturro − Długa noc
  - Courtney B. Vance − American Crime Story: Sprawa O.J. Simpsona

#### Najlepsza aktorka drugoplanowa w serialu, miniserialu lub filmie telewizyjnym
- Olivia Colman − Nocny recepcjonista
  - Lena Headey − Gra o tron
  - Chrissy Metz − Tacy jesteśmy
  - Mandy Moore − Tacy jesteśmy
  - Thandie Newton − Westworld

#### Najlepszy aktor drugoplanowy w serialu, miniserialu lub filmie telewizyjnym
- Hugh Laurie − Nocny recepcjonista
  - Sterling K. Brown − American Crime Story: Sprawa O.J. Simpsona
  - John Lithgow − The Crown
  - Christian Slater − Mr. Robot
  - John Travolta − American Crime Story: Sprawa O.J. Simpsona

### Nagroda Cecila B. DeMille’a
- Meryl Streep

### Gwiazda Złotych Globów
- Sistine Rose Stallone, Sophia Rose Stallone i Scarlet Rose Stallone

## Podsumowanie ilości nominacji
(Ograniczenie do dwóch nominacji)

### Kino
7: La La Land
6: Moonlight
5: Manchester by the Sea
4: Boska Florence, Lion. Droga do domu
3: Aż do piekła, Przełęcz ocalonych, Zwierzęta nocy
2: 20th Century Women, Nowy początek, Deadpool, Elle, Płoty, Ukryte działania, Loving, Sing, Vaiana: Skarb oceanu

### Telewizja
5: American Crime Story: Sprawa O.J. Simpsona
4: Nocny recepcjonista
3: Czarno to widzę, The Crown, Długa noc, Tacy jesteśmy, Westworld
2: American Crime, Atlanta, Gra o tron, Mozart in the Jungle, Mr. Robot, Stranger Things, Zawód: Amerykanin, Transrodzic, Figurantka

## Podsumowanie ilości nagród
(Ograniczenie do dwóch nagród)

### Kino
7: La La Land
2: Elle

### Telewizja
3: Nocny recepcjonista
2: Atlanta, The Crown, American Crime Story: Sprawa O.J. Simpsona